# Lethrus tekesicus
Lethrus tekesicus är en skalbaggsart som beskrevs av Nikolajev 2003. Lethrus tekesicus ingår i släktet Lethrus och familjen tordyvlar. Inga underarter finns listade i Catalogue of Life.